# Система разработки рудного месторождения
Система разработки рудного месторождения или его части — порядок и технология подземной очистной выемки руды определённой совокупностью конструктивных элементов выемочного участка.

## Классификация систем разработки рудных месторождений
- I класс — системы с открытым очистным пространством.
- II класс — системы разработки с магазинированием руды в очистном пространстве.
- III класс — системы разработки с закладкой очистного пространства.
- IV класс — системы разработки с креплением очистного пространства.
- V класс — системы разработки с обрушением вмещающих пород.
- VI класс — системы разработки с обрушением руды и вмещающих пород.
- VII класс — комбинированные системы разработки.